# Cayratia yoshimurae
Cayratia yoshimurae är en vinväxtart som först beskrevs av Tomitaro Makino, och fick sitt nu gällande namn av Karl Suessenguth. Cayratia yoshimurae ingår i släktet Cayratia och familjen vinväxter. Inga underarter finns listade i Catalogue of Life.